# Mystery of the Urinal Deuce
"Mystery of the Urinal Deuce" is aflevering 1009 (#148) van Comedy Centrals South Park die op 11 oktober 2006 om is uitgezonden.

## Plot
Wanneer iemand op South Park Elementary het urinoir vervuilt, zoekt Mr. Mackey naar de jongen die verantwoordelijk is. Cartman begint te beweren dat het een samenzwering is, "net als 11 september".
De anderen vinden Cartman daarom een idioot. Cartman doet onderzoek en dat presenteert hij aan de klas.
Hij beweert dat Kyle achter 11 september zit. Stan en Kyle gaan op onderzoek uit naar de echte daders van 11 september. Ze komen in contact met George W. Bush die de jongens probeert te overtuigen dat hij samen met zijn regering achter het gebeuren rond 9/11 zit. Uiteindelijk blijkt dit gewoon bangmakerij te zijn van Bush zodat hij zijn dominantie niet verliest. Ook blijkt Stan dit allemaal voor Kyle heeft opgezet zodat niemand erachter komt dat hij het urinoir heeft vervuild. Aan het einde moet Stan het urinoir schoonmaken terwijl hij een lachwekkende preek van Mr. Mackey krijgt

## Culturele verwijzingen
- De snackbar waar Kyle en Stan de samenzweringsleider achtervolgen is een parodie op McDonald's, met een omgekeerde M als logo.
- Diverse parodieën van tijdschriften zijn te zien : Shine een parodie op Time Magazine, Live naar Life Magazine, Glad een parodie op MAD Magazine met parodietekening van Alfred E. Neuman.
- Een afgebeeld telefoonnummer van een winkel is 215-697-4563, hoewel 215 het kengetal is van de stad Philadelphia
- De Hardly Boys zijn een parodie op The Hardy Boys van Franklin W. Dixon.

## Citaten
- Kyle: Anybody who thinks 9/11 was a conspiracy is a retard. (Iedereen die denkt dat 9/11 een complot was is achterlijk)
Cartman: Oh, really? Well, did you know that over one-fourth of people in America think that 9/11 was a conspiracy? Are you saying that one-fourth of Americans are retards? (Echt waar? Weet je wel dat meer dan een kwart van de mensen in amerika denkt dat 9/11 een samenzwering was? Zeg je dat een kwart der Amerikanen achterlijk is?)
Kyle: Yes, I'm saying one-fourth of Americans are retards. (Ja, ik zeg dat een kwart der Amerikanen achterlijk is.)
Stan: Yeah, at least one-fourth. (Ja, minstens een kwart)
Kyle: Let's take a test sample. There's four of us and [wijst naar Cartman] you're a retard. See? One out of four. (Laten we een steekproef nemen. Wij zijn met z'n vieren, jij bent achterlijk. Zie je wel? Een van de vier.)
- Dick Cheney probeert Stan en Kyle neer te schieten maar mist en raakt het brandalarm:
Dick Cheney: Dang it! I missed again! (Verdomme! Ik heb alweer gemist!) 
George W. Bush: Aw, for Christ's sake, Cheney! (Aw, in jezusnaam, Cheney!)